# Chromatophania picta
Chromatophania picta är en tvåvingeart som först beskrevs av Christian Rudolph Wilhelm Wiedemann 1830.  Chromatophania picta ingår i släktet Chromatophania och familjen parasitflugor. Inga underarter finns listade i Catalogue of Life.